# 福田口岸

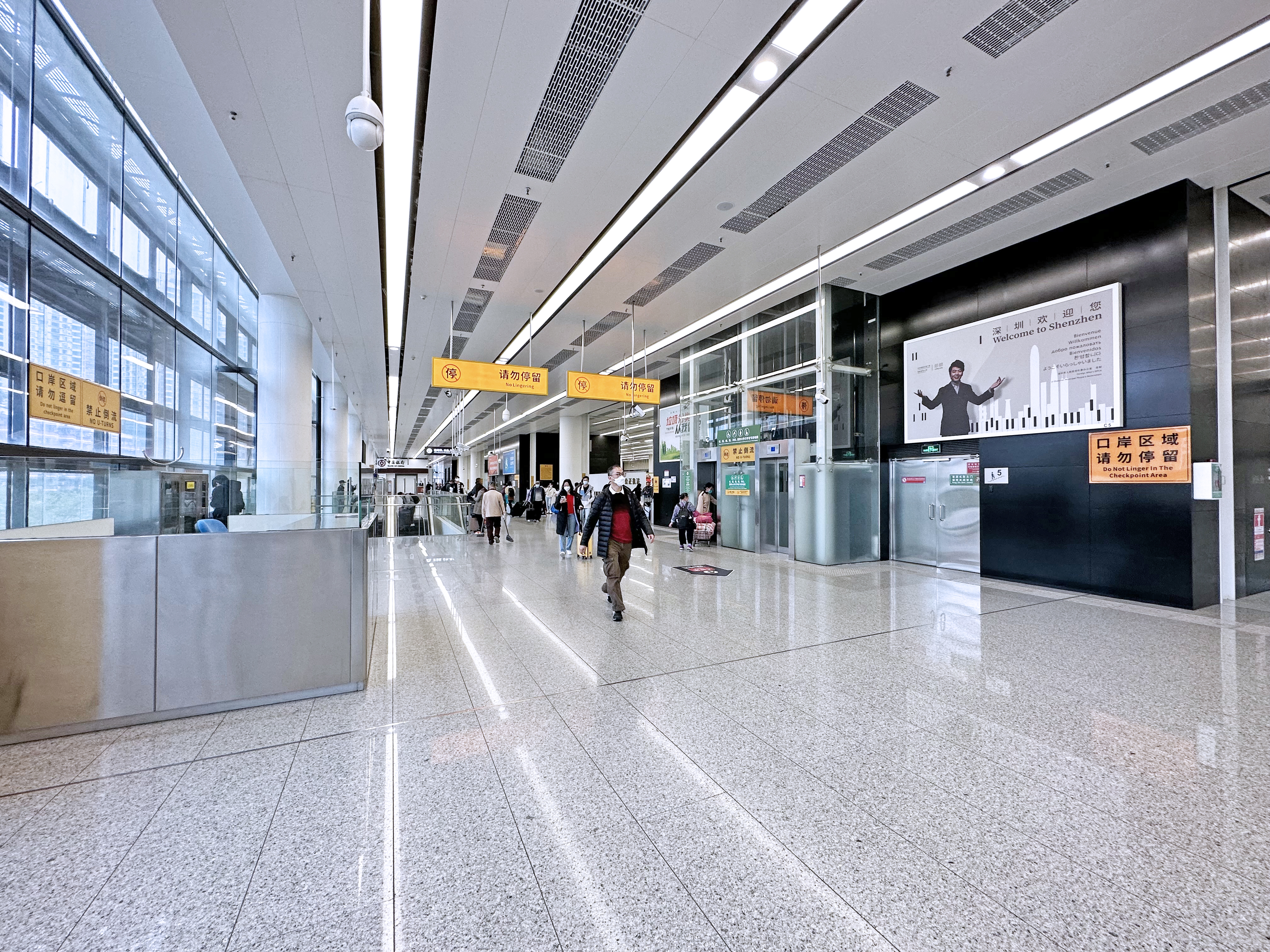
福田口岸大廳

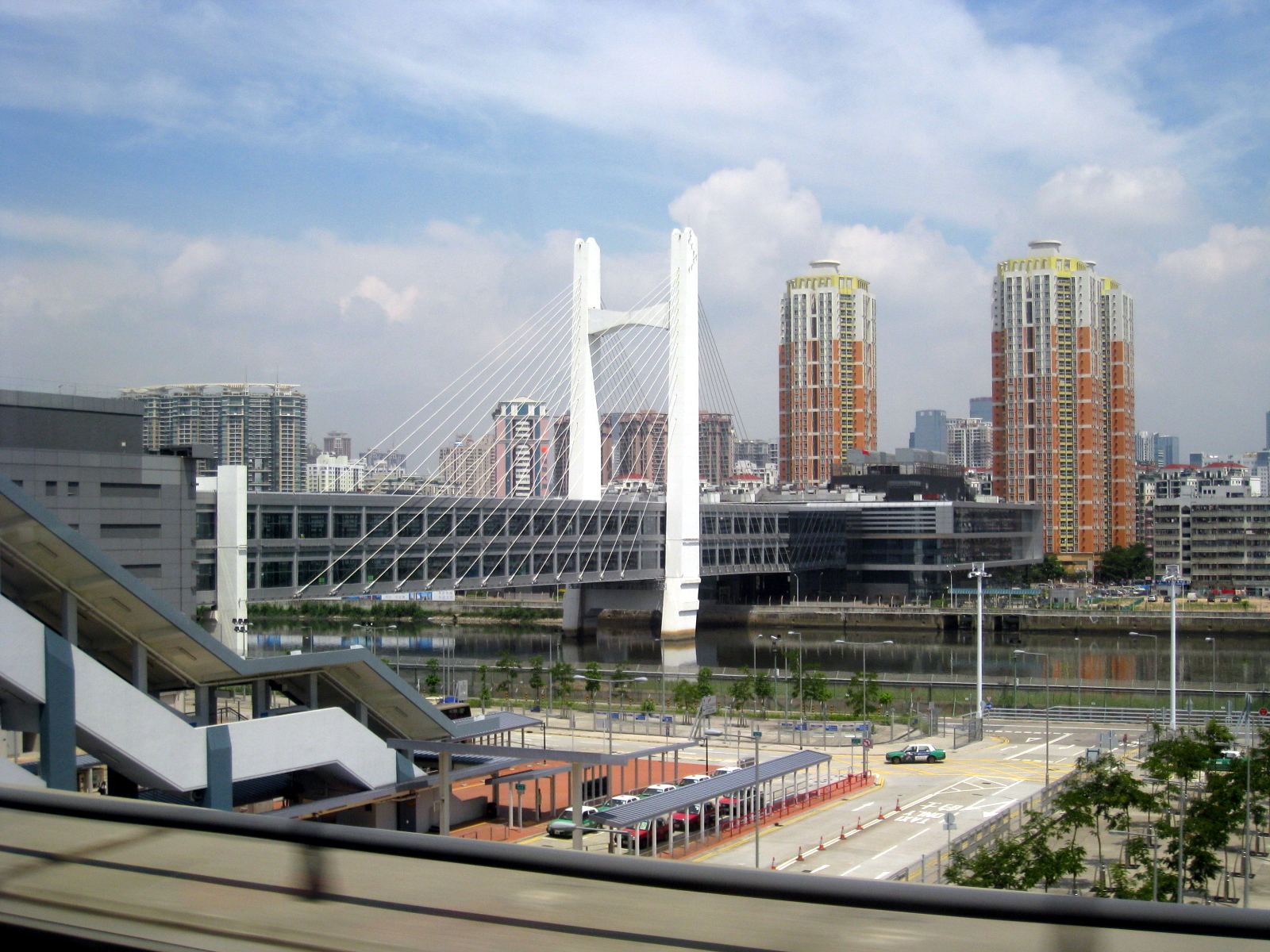
雙層的行人天橋負責跨越深圳河連接兩個口岸。

福田口岸位於廣東省深圳市福田區皇崗，是一個連接香港與深圳邊境的陸路口岸，和深圳地鐵4号线（龙华线）福田口岸站位於同一座大樓中。在香港方面對應的口岸是位於港鐵東鐵綫落馬洲站內的落馬洲支線管制站，一條雙層的空調行人天橋負責跨越深圳河連接兩個口岸。

## 歷史
2004年12月，福田口岸动工建设。
2005年12月26日，福田口岸完成联检楼封顶工程。
2007年6月1日，国务院批复同意深圳福田口岸对外开放，口岸性质为国际客运陆路口岸，查验业务由皇岗口岸现有查验机构承担。
2007年6月28日，位于福田口岸内的深圳地铁4号线福田口岸站（原名为皇岗站）正式启用。
2007年8月15日，福田口岸連同九廣鐵路落馬洲支線一同開通。是繼羅湖口岸之後，港深之間第二個有鐵路連接的口岸。
2020年2月4日，因应2019冠狀病毒病疫情，香港特区政府宣布需要进一步暂停部分香港出入境管制站运作，福田口岸暂停旅客通关服务。
2023年1月8日，配合深港两地恢复正常通关安排，福田口岸恢复旅客通关服务。

## 接駁交通
| 深圳地鐵（福田口岸站） - █4号线A出口、█10号线C出口、█20号线（規劃中） 公交车 \| 编号 \| 编号 \| 线路 \| 线路 \| 线路 \| 收费 \| 运营商 \| 备注 \| \| ---- \| ---- \| ------------------ \| ---- \| ---------------- \| ------ \| -------- \| ------------- \| \| \| 26 \| 桃源村总站 \| ⇆ \| 福田口岸公交总站 \| 2.5元 \| 巴士公汽 \| \| \| \| 362 \| 燕罗塘下涌综合场站 \| ⇆ \| 福田口岸公交总站 \| 2–10元 \| 西部二分 \| \| \| \| B905 \| 福田口岸公交总站 \| ↺ \| 红树福苑 \| 1元 \| 巴士公汽 \| 原 B618 \| \| \| M168 \| 下沙总站 \| ⇆ \| 福田口岸公交总站 \| 2元 \| 巴士公汽 \| 原 B685 \| \| \| M499 \| 福田口岸公交总站 \| ⇆ \| 梅林一村总站 \| 2元 \| 巴士公汽 \| 原 高峰专线53 \| |      |                    |      |                  |        |          |               |
| 编号 | 编号 | 线路               | 线路 | 线路             | 收费   | 运营商   | 备注          |
| | 26   | 桃源村总站         | ⇆    | 福田口岸公交总站 | 2.5元  | 巴士公汽 |               |
| | 362  | 燕罗塘下涌综合场站 | ⇆    | 福田口岸公交总站 | 2–10元 | 西部二分 |               |
| | B905 | 福田口岸公交总站   | ↺    | 红树福苑         | 1元    | 巴士公汽 | 原 B618       |
| | M168 | 下沙总站           | ⇆    | 福田口岸公交总站 | 2元    | 巴士公汽 | 原 B685       |
| | M499 | 福田口岸公交总站   | ⇆    | 梅林一村总站     | 2元    | 巴士公汽 | 原 高峰专线53 |

## 外部連結
- 《落馬洲支線及福田口岸啟用促進港深更緊密聯繫 （页面存档备份，存于）》，香港政府，2007年8月15日